# 30773 Schelde
30773 Schelde este un asteroid din centura principală de asteroizi.

## Descriere
30773 Schelde este un asteroid din centura principală de asteroizi. A fost descoperit pe 6 septembrie 1986 la Smolyan de Eric Walter Elst. Asteroidul prezintă o orbită caracterizată de o semiaxă mare de 2,36 ua, o excentricitate de 0,23 și o înclinație de 25,6° în raport cu ecliptica.